# Videocracy
Videocracy är en svensk dokumentärfilm från 2009 av Erik Gandini.
Filmen behandlar Silvio Berlusconi och hans mediaverksamhet. Den har visats på Filmfestivalen i Venedig. 
Videokrati (engelska: Videocracy) är ett begrepp som myntats för att beskriva hur bilder via TV och video kan påverka politiska skeenden.

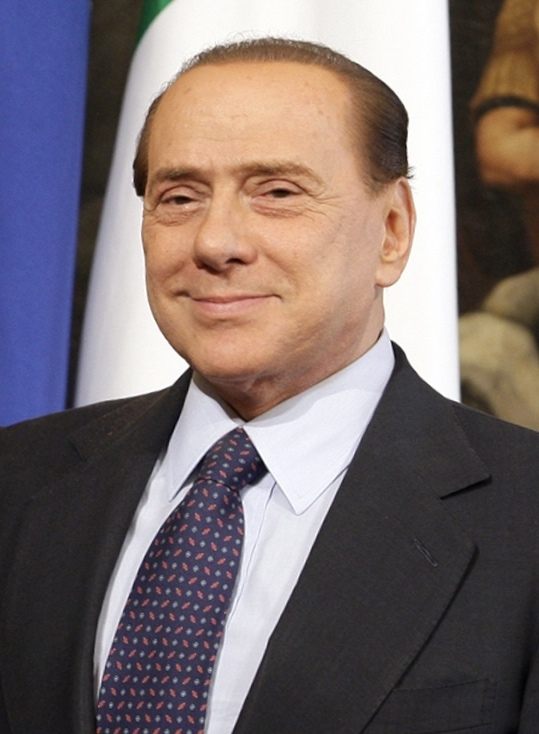
Videocrazy handlar om Silvio Berlusconi